# 戴克宇
戴克宇（1922年—2018年4月22日），女，四川江北人，中华人民共和国政治人物，曾任四川省妇女联合会主任，第六、七届全国政协委员。